# Heckler & Koch VP70
La Heckler & Koch VP70 (abbreviazione di Vollautomatische Pistole, letteralmente "pistola completamente automatica") è una pistola mitragliatrice prodotta dall'azienda tedesca Heckler & Koch. Progettata nel 1968, è rimasta in produzione fino al 1989. Il numero 70 nel nome indica l'anno di entrata in produzione. Nel 2014, la Heckler & Koch ha riproposto con il modello VP9 la tecnologia basata sul percussore lanciato ed il castello in polimero, già adottata nel 1970 con largo anticipo sui concorrenti.

## Caratteristiche
La pistola VP70 è esclusivamente ad azione doppia, con modalità di fuoco semiautomatica o in raffica da tre colpi. Utilizza cartucce 9 mm Parabellum in un caricatore da ben 18 colpi.
L'arma è realizzata in acciaio rivestita in polimeri; si tratta della prima pistola ad utilizzare tale processo di plastificazione.

## Accessori

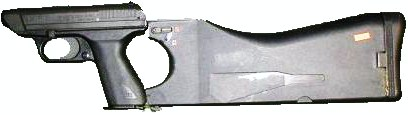
Un VP70 con calcio aggiunto

La pistola (VP70M) è dotata di un braccio (calciolo) applicabile all'impugnatura, che la rende simile ad una pistola mitragliatrice. Quando non utilizzato, il braccio può essere utilizzato come fondina.
Il braccio è dotato inoltre del selettore di modalità di fuoco.

## Varianti
La Heckler & Koch VP70 è stata realizzata in due varianti:
- VP70Z (Zivilian, civile), dotata di modalità unicamente semiautomatica
- VP70M (Militär, militare), dotata invece di modalità a raffica da 3 colpi

Un'ulteriore variante, prodotta in 400 esemplari per il mercato italiano, utilizzava proiettili 9 × 21 mm IMI al posto delle cartucce 9 mm Parabellum, non utilizzabili nelle armi corte semiautomatiche civili, secondo la normativa all'epoca vigente.

## La VP70 nella cultura di massa
- In ambito videoludico, la VP70 compare nei videogiochi  Cry of fear, Resident Evil 2, Resident Evil 6 e Resident Evil 4[3].
- La versione M della VP70 è utilizzata da Claes nel manga Gunslinger Girl.
- In ambito cinematografico la versione M era la pistola d'ordinanza dei colonial marines nel film Aliens diretto da James Cameron